# Gisela Mauermayer
Gisela Mauermayer   (Múnic, 24 de novembre de 1913 - Múnic, 9 de gener de 1995) va ser una atleta alemanya, especialista en el llançament de disc i pes i pentatló, que va competir durant la dècada de 1930.
El 1936 va prendre part en els Jocs Olímpics de Berlín, on va guanyar la medalla d'or en la prova del llançament de disc del programa d'atletisme.
En el seu palmarès també destaquen dues medalles d'or i una de plata als Campionats mundials femenins de 1934 i una d'or i una de plata al Campionat d'Europa de 1938. El 1938 va posseir els rècords del món del llançament de disc, pes i pentatló. Durant la seva carrera aconseguí un total de 10 rècords del món, així com 20 títols nacionals en diferents disciplines entre 1933 i 1942.

## Millors marques
- Llançament de pes. 14,38 metres (1934)
- Llançament de disc. 48,31 metres (1936)[1][2]